# Eugenia bumelioides
Eugenia bumelioides är en myrtenväxtart som beskrevs av Paul Carpenter Standley. Eugenia bumelioides ingår i släktet Eugenia och familjen myrtenväxter. Inga underarter finns listade i Catalogue of Life.